# Gustave Vanwelkenhuyzen

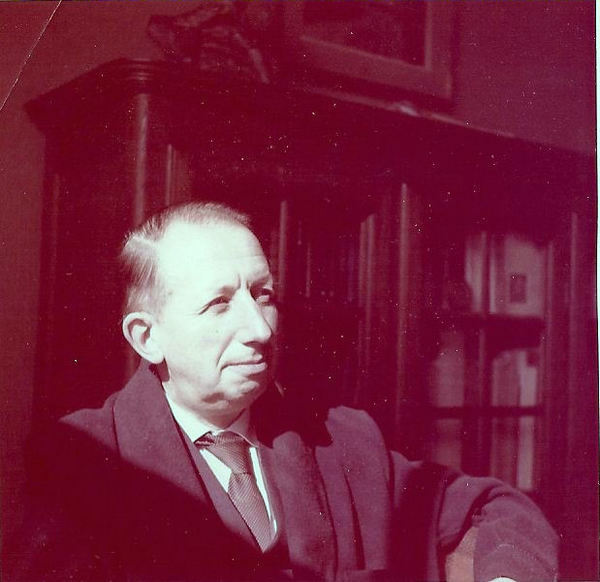
Gustave Vanwelkenhuyzen dans son cabinet de travail, vers 1965

Gustave Vanwelkenhuyzen, né à Schaerbeek le 9 avril 1900 et mort à Etterbeek le 28 janvier 1976, est un écrivain et philologue belge de langue française. 

## Biographie
Gustave est le fils de Pierre Eugène Vanwelkenhuyzen, instituteur, et de Catherine Straub.
Il fait ses études secondaires à l'Athénée de Schaerbeek, et obtient à l'Université Libre de Bruxelles le grade de Docteur en Philosophie et Lettres, groupe Philologie Romane en 1922. Deux ans plus tard, il est Lauréat du Concours Universitaire, pour son ouvrage intitulé L'Influence du Naturalisme Français en Belgique de 1875 à 1900. Il épouse Claire Callewaert à Saint-Gilles le 17 décembre 1924. Ils ont pour fils Pierre Vanwelkenhuyzen, Chef du service d'Urologie à l'Hôpital de Schaerbeek et professeur à l’École d'Infirmières, et André Vanwelkenhuyzen, Conseiller d’État et professeur ordinaire à l'Université Libre de Bruxelles. 
Gustave Vanwelkenhuyzen est élu le 14 février 1948 membre philologue de l'Académie royale de langue et de littérature françaises de Belgique, où il succéda à Maurice Wilmotte, au fauteuil 14. André Goose lui succédera à son fauteuil d'académicien le 9 octobre 1976.
Il est également professeur et inspecteur de l'enseignement moyen et l'un des fondateurs du Musée de la littérature0
Il est biographe et critique littéraire et signe de nombreuses études consacrées à ses écrivains favoris :
- Verlaine en Belgique
- Francis Nautet
- J.-K. Huysmans
- Jean Tousseul
- Georges Eekhoud
- Maurice Wilmotte
- Émile Verhaeren
- Camille Lemonnier
- Correspondance Gide-Mockel

## Source
- Paul Legrain, Dictionnaire des Belges, 1981